# 尼古拉·亞歷山德羅維奇皇儲
尼古拉·亚历山德罗维奇（俄语：Никола́й Алекса́ндрович，1843年9月20日—1865年4月24日），俄罗斯帝国皇储。从1855年3月2日起为俄罗斯皇位继承人直至1865年去世为止。皇储的昵称是尼克萨（Nixa）。出生于皇村亚历山大宫，是亚历山大二世与皇后黑森-达姆施塔特的瑪麗亞·亞歷山德羅芙娜的长子和第二个孩子，有一个姊姊－亚历山德拉·亚历山德罗芙娜。
1864年夏，尼古拉皇储与丹麦国王克里斯蒂安九世的次女德格玛公主公主订婚。
1865年初尼古拉皇储前往欧洲南部旅游，途中染病，开始时误以为是风湿，后被确诊为脑脊髓膜炎。最初症状为背痛，颈部僵硬以及对噪音特别敏感。尼古拉本人未注意这一点，继续他的意大利之行，很快他的健康状况发生变化。尼古拉被送往法国南部疗养但病情恶化，再未恢复过来。1865年4月24日在法国阿尔卑斯省普罗旺斯的尼斯科特迪瓦蓝色海岸死于肺结核。时年21岁，他的早逝对于他的母亲玛丽亚是一个毁灭性的打击。